# 지하철혁명사적관
지하철혁명사적관 또는 지하철도 혁명사적관은 조선민주주의인민공화국 평양직할시 대성구역 있는 철도 박물관이다. 주체사상에 관련된 전시품 및 102호금강산 전철 전동차, 전기기관차 201호 자주호의 사진, 각종 철도 용품이 전시되어 있다. 평양 지하철도 혁신선 전승역과 가깝다.